# Lintou, Guangdong
Lintou (kinesiska: 林头) är en köping i sydöstra Kina. Den ligger i stadsdistriktet Dianbai i staden Maoming i provinsen Guangdong, omkring 280 kilometer sydväst om provinshuvudstaden Guangzhou. Antalet invånare är 114 466. Befolkningen består av 54 696 kvinnor och 59 770 män. Barn under 15 år utgör 24,0 %, vuxna 15-64 år 66 %, och äldre över 65 år 9,0 %.